# Bezirk San Lorenzo
San Lorenzo ist ein Bezirk (distrito) der Provinz Chiriquí in Panama. Die Einwohnerzahl betrug laut Volkszählung 2023 8031. Dieser Bezirk hat eine Gesamtfläche von 647,8 Quadratkilometern und ist damit der größte in der Provinz. Zu seinem Territorium gehört die Insel Montuosa, die am weitesten von der Küste Panamas entfernt liegt.

## Gliederung
Der Bezirk San Lorenzo ist administrativ in folgende Corregimientos unterteilt:
- Horconcitos (Hauptstadt)
- Boca Chica
- Boca del Monte
- San Juan
- San Lorenzo